# Epitomus annulipes
Epitomus annulipes là một loài tò vò trong họ Ichneumonidae.